# Soir sur la plaine
Soir sur la plaine est une œuvre chorale pour soprano, ténor, baryton, chœur mixte (SATB) et piano ou orchestre de la compositrice Lili Boulanger datant de 1913.

## Composition
Lili Boulanger compose Soir sur la plaine en mai 1913 sur un poème d'Albert Samain, à l'incipit « Vers l'occident, là-bas, le ciel est tout en or », extrait du recueil Le Chariot d'or. L'œuvre, qui a été écrite dans le cadre du concours d'essai du prix de Rome, a permis à la compositrice, alors âgée de 18 ans, de participer cette année-là à l'épreuve finale de mise en loge pour la composition d'une cantate (qui sera Faust et Hélène),.
L'œuvre est dédiée à la mémoire de Raoul Pugno.

## Édition
Soir sur la plaine est d'abord publié chez Ricordi.
Le contrat d'édition a été signé par Lili Boulanger le 29 janvier 1918, la date de première publication étant le 12 avril 1919 (le copyright a été attribué en mai 1919). La partition chœur et piano (Ricordi, 1918) porte le cotage R. 530 ; les parties de chœur (Ricordi, 1919) le cotage R. 578.
La partition est aussi publiée par Schirmer (New York) en 1981, dans une traduction anglaise de Jane May (Evening on the plain).
La version avec orchestre, éditée par Leonard Coduti d'après le manuscrit autographe de la compositrice conservé à la BnF, est publiée par Durand.

## Création
Soir sur la plaine est donné en première audition le 3 juin 1919 à Paris, à l'occasion d'une « Audition d'œuvres de Lili Boulanger », par l'Association chorale de Paris, sous la direction de Désiré-Émile Inghelbrecht, avec Claire Croiza en soliste et Nadia Boulanger au piano.
L'œuvre est ensuite reprise en concert le 15 juin 1920 par les mêmes interprètes (mais Madeleine Grey comme soliste) lors d'un concert hors-série de la Société musicale indépendante.

## Analyse
La pièce est d'une durée moyenne d'exécution de huit minutes quarante environ.
Pour Roman Hinke, « Soir sur la plaine, inspiré par le poème symboliste d'Albert Samain sur la magie des métamorphoses chromatiques du ciel vespéral, déborde de références musicales de nature descriptive ».

## Discographie
- Lili Boulanger : Clairières dans le ciel, Les Sirènes, Renouveau, Hymne au soleil, Soir sur la plaine, Pour les funérailles d'un soldat, New London Chamber Choir, Amanda Pitt (soprano), Martyn Hill (ténor), Peter Johnson (baryton), Andrew Ball (piano), James Wood (dir.), Hyperion CDA66726, 1994.
- Lili Boulanger, Hymne au Soleil : Œuvres chorales - Choral works, Orpheus Vokalensemble, Antonii Baryshevskyi (piano), Michael Alber (dir.), Carus, 2018[6].